# Sigurd II van Noorwegen
Sigurd II Haraldsson, bijgenaamd Sigurd Munn) (ca. 1133 - Bergen, 6 februari 1155) was van 1136 tot 1155 koning van Noorwegen. Hij was samen met zijn jongere broertjes Inge en Magnus door de Dingen tot koning benoemd (Sigurd door de Øyra-Ding) nadat hun vader Harald Gille in het bed van zijn minnares was vermoord. Zijn moeder was Tora Gotturmsdotter.

## Biografie

### Regeringstijd
Sigurd werd opgevoed door Guttorm Brådsson van Sådegyrd in Trøndelag. De voogden van de drie jonge koningen en hun medebestuurders (de Noorse leenmannen) verenigden hun legers en streden tegen Sigurd Slembe, troonpretendent en moordenaar van hun vader, en zijn medestander Magnus IV de Blinde. Deze strijd zou de eerste jaren van hun regeringstijd domineren. In 1139 werden Sigurd Slembe en Magnus IV verslagen in de slag bij Hvaler. Nu volgde een periode van vrede. Omstreeks 1140 zou de jonge koning Magnus Haraldsson, over wie weinig meer bekend is, een natuurlijke dood sterven. In 1142 kwam hun oudere halfbroer Øystein vanuit Schotland in Noorwegen aan. Zijn afkomst werd erkend omdat koning Harald IV al had verkondigd dat hij nog een zoon had die overzee verbleef. Øystein werd ook koning en mederegent van Sigurd en Inge. In deze vredige tijd bezocht de pauselijke afgezant de Engelse kardinaal Nicholas Breakspear Noorwegen en tijdens zijn bezoek werd de kerk in Noorwegen tot een onafhankelijk aartsbisdom omgevormd met Nidaros als hoofdzetel.
Toen de koningen opgegroeid waren en hun voogden inmiddels waren overleden, begonnen de vijandelijkheden tussen de broers onderling te groeien. In 1155 kwamen de drie broers in Bergen bijeen om te pogen tot een vredesakkoord te komen. Daar uitte Inge de beschuldiging dat Sigurd en Øystein samengespannen hadden om hem van de troon te stoten. Sigurd ontkende deze beschuldigen, maar toen enkele dagen later een lijfwacht van Inge door een lijfwacht van Sigurd gedood werd, beval Inge op advies van zijn moeder Ingrid Ragnvaldsdotter en zijn adviseur Gregorius Dagsson zijn manschappen om de verblijfplaats van Sigurd aan te vallen. Sigurd had maar enkele manschappen tot zijn beschikking en Inges mannen waren ongenadig. Sigurd stierf op 6 februari 1155. Hij werd begraven bij de oude kathedraal van Bergen, in wat vandaag de dag het fort Bergenhus is.

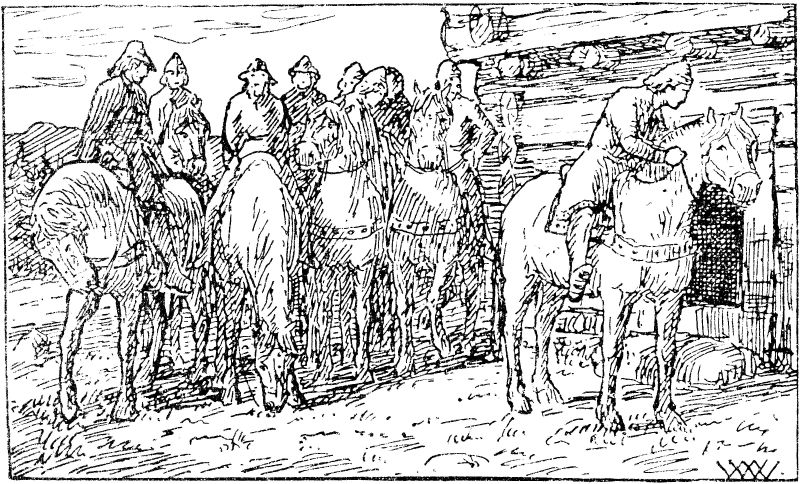
Koning Sigurd met zijn mannen, verbeeld door Wilhelm Wetlesen in de Heimskringla editie van 1899.

### Nasleep
De redenen van de gebeurtenis in Bergen blijven betwist. Volgens de sagen hadden Sigurd en Øystein een complot beraamd om Inge van de troon te stoten en het koninkrijk vervolgens tussen hen te verdelen. Sommige moderne historici twijfelen sterk aan deze versie; Zij zien het als Inges excuus voor zijn eigen agressieve acties. Koning Øystein was te laat in Bergen gearriveerd en kwam pas aan toen Sigurd al gedood was. Inge en Øystein bereikten een moeilijk tot stand gekomen vredesakkoord. Maar de vrede hield niet lang stand. De dood van Sigurd startte de tweede fase in de Noorse burgeroorlogenperiode met voortdurende gevechten, met alleen korte onderbrekingen, die tot 1208 zou duren. Gedurende de burgeroorlog claimden diverse heerschappen dat ze een zoon van Sigurd zouden zijn. Voor sommigen was dit waarschijnlijk een bewering om politieke redenen omdat een koninklijke afkomst noodzakelijk was om aanspraak op de troon te kunnen maken. Sverre Sigurdsson was het succesvolst; Hij zou koning van Noorwegen worden.
Sigurd is nooit getrouwd. De sagen tekenen een nogal negatief beeld van zowel Sigurd als Øystein. Gewoonlijk portretteren ze Inge als de rechtvaardige koning.

### Afstammelingen
- Haakon (II) Breedschouder (Zijn moeder was Tora)
- Sverre (Zijn moeder was Gunhild) (Het is dubieus of hij werkelijk een zoon van Sigurd was)
- Sigurd Markusfostre (?-1163). Hij was de kandidaat van de medestanders van Haakon II om hem op te volgen. Hij werd in gevangengenomen en is onthoofd.
- Harald (?-1170) (Zijn moeder was Kristin Sigurdsdotter) gevangengenomen en geëxecuteerd door de medestanders van Magnus V omdat zijn afkomst een bedreiging vormde voor Magnus' positie.
- Erik (?-1190) Hij was Jarl onder Sverre. Werd vergiftigd. (Het is dubieus of ook hij werkelijk een zoon van Sigurd was)
- Cecilia (?-na 1180) Zij was gehuwd met Folkvid de Rechtspreker, later gescheiden en hertrouwd met Bård Guttormsson. Hun zoon Inge II Bårdsson zou koning van Noorwegen worden (1204-1217)